# Дніпровокам'янська сільська рада
Дніпровокам'янська сільська рада — орган місцевого самоврядування у Верхньодніпровському районі Дніпропетровської області з адміністративним центром у селі Дніпровокам'янка.

## Населені пункти
Сільській раді підпорядковані населені пункти:
- с. Дніпровокам'янка
- с. Івашкове
- с. Калужине
- с. Павлівка
- с. Суслівка

## Розташування
На півночі територія ради омивається Кам'янським водосховищем,
на заході та півдні межує з територією Ганнівської, 
на сході  — Зарічанської та Бородаївської сільських рад.

## Територія
Загальна територія селищної ради — 11 491,6000 га. З них:
- Під забудовою — 10,2 га
- Ріллі — 3683,8927 га.
- Пасовищ — 315.8075 га.
- Ліс — 1388,8000 га.

## Склад ради
Головою сільської ради є Білявський Володимир Анатолійович (з 25.10.2015).

### 5 скликання
За результатами виборів 26 березня 2006 року сформували:
- 10 депутатів від Народної партії;
- 2 депутати від Політичної партії "Народний союз Наша Україна";
- 2 депутати від Партії регіонів;
- 1 депутат від Соціалістичної партії України;
- 1 позапартійний депутат

З них жінок — 14, чоловіків — 2.

### 6 скликання
За результатами виборів 31 жовтня 2010 року раду сформували виключно кандидати від Партії регіонів .
На момент обрання вищу освіту мають 9 депутатів, 7 — середню.
З них жінок — 13, чоловіків — 3.

### 7 скликання
За результатами виборів 25 жовтня 2015 року кількість депутатів скорочено до 12, раду сформували виключно самовисуванці.
На момент обрання вищу освіту мають 3 депутати, 12 — професійно-технічну, 1 — середню.
Всі 12 обраних депутатів — жінки.

## Керівний склад сільської ради
| ПІБ                               | Основні відомості                                                                       | Дата обрання | Дата звільнення |
| --------------------------------- | --------------------------------------------------------------------------------------- | ------------ | --------------- |
| Кулик Олександр Григорович        | Сільський голова, 1941 року народження, освіта, безпартійний                            | 26.03.2006   | 21.01.2010      |
| Кривко Віктор Костянтинович       | Сільський голова, 1955 року народження, освіта вища, член Партії регіонів               | 31.10.2010   | 25,10,2015      |
| Білявський Володимир Анатолійович | Сільський голова, 1974 року народження, освіта вища, член партії «Блок Петра Порошенка» | 25.10.2015   |                 |

Примітка: таблиця складена за даними джерела

## Виноски
1. ↑  Архівована копія. Архів оригіналу за 14 червня 2015. Процитовано 5 березня 2011.{{cite web}}:  Обслуговування CS1: Сторінки з текстом «archived copy» як значення параметру title (посилання)
2. ↑  Архівована копія. Архів оригіналу за 10 червня 2015. Процитовано 5 березня 2011.{{cite web}}:  Обслуговування CS1: Сторінки з текстом «archived copy» як значення параметру title (посилання)
3. ↑  Архівована копія. Архів оригіналу за 26 грудня 2015. Процитовано 25 грудня 2015.{{cite web}}:  Обслуговування CS1: Сторінки з текстом «archived copy» як значення параметру title (посилання)
4. ↑  rada.gov.ua

| Україна | Це незавершена стаття з географії України. Ви можете допомогти проєкту, виправивши або дописавши її. |